# Bergen (Sajonia)
Bergen es un municipio situado en el distrito de Vogtland, en el estado federado de Sajonia (Alemania), a una altitud de 460 metros. Su población a finales de 2016 era de unos 950 habitantes y su densidad poblacional, 100 hab/km².